# تشارلز ثاكر
تشارلز ثاكر (بالإنجليزية: Charles P. Thacker)‏ (مواليد 26 فيراير 1943 - 12 يونيو 2017) عالم حاسوب أمريكي، اشتهر في مجال علم الحاسوب بمساهماته في زيروكس ألتو، فاز بجائزة تورنغ في عام 2009.